# Beaumont Newhall

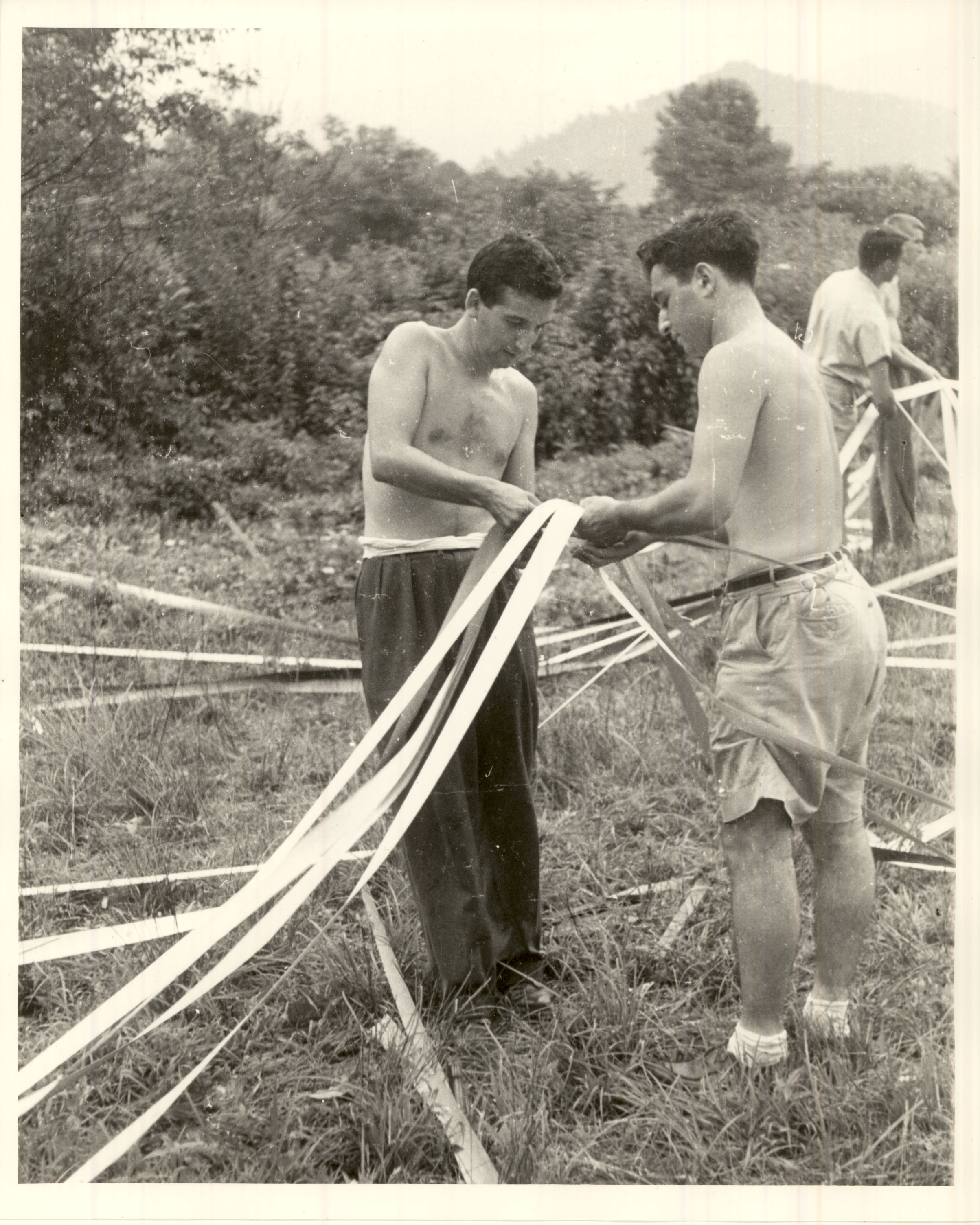
Fotografia autorstwa Beaumonta Newhalla (1948)

Beaumont Newhall (ur. 1908 w Lynn, zm. 26 lutego 1993 w Santa Fe) – amerykański historyk sztuki i fotografii, kurator, wykładowca, fotograf. Pionier historii fotografii i jeden z jej najbardziej wpływowych badaczy, autor klasycznej publikacji zatytułowanej The History of Photography.
W 1931 r. ukończył studia magisterskie z historii sztuki na Harvard University; był uczniem Paula J. Sachsa. Uczył się także w Institut d'art et d'archéologie w Paryżu, Courtauld Institute of Art i University of London. Po studiach pracował jako wykładowca w Philadelphia Art Museum. 
W 1935 r. został zatrudniony na stanowisku bibliotekarza w nowo powstałym Museum of Modern Art (MoMA) w Nowym Jorku, kierowanym przez Alfreda Barra, jednak już wkrótce otrzymał możliwość bycia kuratorem własnej wystawy. Została ona otwarta w 1937 r. i zgodnie z jej tytułem – Photography 1839–1937 – prezentowała niemal stuletnią historię fotografii. Wśród 841 eksponatów znajdowały się zarówno zdjęcia, jak i sprzęty fotograficzne, podzielone na trzy okresy: fotografii prymitywnej (1839-1851), początków fotografii (1851-1914) i fotografii współczesnej (od 1914), odpowiadające poszczególnym etapom rozwoju technicznego tego medium. Wśród prezentowanych prac znalazły się m.in. fotografie Williama  Foxa Talbota, Mathew Brady'ego i Eugène'a Atgeta, ale również autorów mniej znanych czy anonimowych. W części poświęconej czasom mu współczesnym Newhall zaprezentował różnorodne aspekty fotografii, obejmujące m.in. naukę, kino czy prasę, a wśród fotografów znaleźli się Walker Evans, László Moholy-Nagy czy Henri Cartier-Bresson. Wystawa następnie prezentowana była w 10 amerykańskich muzeach, a tekst z towarzyszącego jej eseju, wydany rok później w poszerzonej wersji (Photography: a Short Critical History) stał się ważnym punktem odniesienia w zakresie historii fotografii, tłumaczonym na inne języki. 
W 1940 r. Newhall został mianowany pierwszym kierownikiem utworzonego w tym samym roku Działu Fotografii Museum of Modern Art. W trakcie II wojny światowej służył w wojsku, a jego stanowisko w muzeum w latach 1942-1945 piastowała jego żona, Nancy, która również zajmowała się historią fotografii (pobrali się w 1936 r.). W 1947 r. otrzymał stypendium Fundacji Guggenheima, dzięki któremu swoją publikację mógł napisać na nowo i wydać dwa lata później pod tytułem The History of Photography, 1839 to the Present. Opracowanie to poszerzał i aktualizował przez kolejne lata; piąte i ostatnie wydanie ukazało się w 1982 r. W 1948 r. został kuratorem w George Eastman House w Rochester, a następnie dyrektorem tej placówki (1958-1971).
Przez lata Newhall nauczał historii fotografii m.in. na University of Rochester, Rochester Institute of Technology, State University of New York w Buffalo, a także dawał wykłady na całym świecie. W 1972 r. został profesorem, a w 1984 otrzymał tytuł profesor emeritus na University of New Mexico.

## Wybrane publikacje
- Photography 1839–1937, 1937; w zmienionej wersji wydane jako Photography: a Short Critical History, 1938.
- The History of Photography, 1839 to the Present, 1949 (kolejne, zmienione wydania w latach: 1964, 1971, 1978 i 1982).
- The Daguerreotype in America, 1961.
- Latent Image: the Discovery of Photography, 1967.